# Lorenzo Bergonzoni
Lorenzo Bergonzoni, aussi appelé Lorenzo Bergunzi ou Bergunzoni, né à Bologne vers 1645 et mort dans la même ville le 22 août 1722, est un peintre italien baroque des XVIIe et XVIIIe siècles.

## Biographie
Lorenzo Pavia naît vers 1645 à Bologne. Il devient d'abord élève de Giovanni Battista Bolognini, puis de Cesare Gennari et possiblement du Guerchin à Cento. Il devient par la suite actif à Bologne, sa ville natale, et peint essentiellement des portraits à l'huile ou au pastel. Une de ses œuvres les plus notables est Le Miracle du pain, situé dans la basilique Santa Maria dei Servi de Bologne. Il meurt le 22 août 1722 probablement dans sa ville natale.

## Œuvres
Liste non-exhaustive de ses peintures : 
- La sacra famiglia con Sant Anna e il Giovannino, d'après Raphaël, huile sur toile, 152 × 113 cm, date inconnue, collection privée[2].